# 資產報酬率
資產報酬率（英語：Return on Assets，縮寫：ROA），又稱資產收益率，是用來衡量每單位資產創造多少淨利潤的指標，也可以解釋為企業利潤額與企業平均資產的比率。
資產收益率是反映企業資產綜合利用效果的指標，也是衡量企業利用債權人和所有者權益總額所取得盈利的重要指標，資產收益率越高，說明企業資產的利用效率越高，利用資產創造的利潤越多，整个企業的獲利能力也就越強，企業經營管理水平越高；反之，資產收益越低，說明企業資產的利用效率不高，利用資產創造的利潤越少，整個企業的獲利能力也就越差，企業經營管理水平越低。

## 计算方法
计算公式为： 　　
资产收益率＝净利润／平均资产总额×100%
单期资产的收益率=资产价值（价格）的增值/期初资产价值（价格）
=[利息（股息）收益+资本利得]/期初资产价值（价格）
=利息（股息）收益率+资本利得收益率

## 资产收益率的类型
在实际工作中，由于工作角度和出发点不同，收益率可以有以下一些类型：

### 实际收益率
实际收益率表示已经实现或者确定可以实现的资产收益率，表述为已实现或确定可以实现的利息（股息）收益率与资本利得收益率之和。当然，当存在通货膨胀时，还应当扣除通货膨胀率的影响，才是真实的收益率。

### 预期收益率
（1）单项资产的预期收益率
预期收益率也称为期望收益率，是指在不确定的条件下，预测的某资产未来可能实现的收益率。计算公式为：
{\displaystyle \operatorname {E} [R]=\sum _{i}P_{i}R_{i}}
式中，E（R）为预期收益率； Pi表示情况i可能出现的概率；Ri表示情况i出现时的收益率。
（2）证券资产组合的预期收益率
证券资产组合的预期收益率就是组成证券资产组合的各种资产收益率的加权平均数，其权数为各种资产在组合中的价值比例。即：
{\displaystyle \operatorname {E} [R_{p}]=\sum _{i}W_{i}\cdot \ {E}[R_{i}]}
式中，{\displaystyle \operatorname {E} [R_{p}]}表示证券资产组合的预期收益率；{\displaystyle \operatorname {E} [R_{i}]}表示组合内第i项资产的预期收益率；Wi表示第i项资产在整个组合中所占的价值比例。

### 必要收益率
必要收益率也称为最低必要报酬率或最低要求的收益率，表示投资者对某资产合理要求的最低收益率。必要收益率由两部分构成：
必要收益率 = 无风险收益率 + 风险收益率
{\displaystyle R=R_{f}+\beta (R_{m}-R_{f})\,}
式中，{\displaystyle R}表示某资产的必要收益率；{\displaystyle \beta }表示该资产的系统性风险系数；{\displaystyle R_{f}}表示无风险收益率，通常以短期国债的利率来近似替；{\displaystyle R_{m}}表示市场投资组合收益率，通常用股票价格指数收益率的平均值或所有股票的平均收益率来代替。
（1）无风险收益率
无风险收益率也称无风险利率，它是指无风险资产的收益率，它的大小由纯粹利率（资金的时间价值）和通货膨胀补贴两部分组成。无风险资产一般满足两个条件：一是不存在违约风险；二是不存在再投资收益率的不确定性。实际上，满足这两个条件的资产几乎是不存在的，一般用与所分析的资产的现金流量期限相同的国债来表示。因此，一般用国债的利率表示无风险利率，该国债应该与所分析的资产的现金流量有相同的期限。
（2）风险收益率
风险收益率={\displaystyle \beta (R_{m}-R_{f})\,}
风险收益率是指某资产持有者因承担该资产的风险而要求的超过无风险利率的额外收益。风险收益率衡量了投资者将资金从无风险资产转移到风险资产而要求得到的“额外补偿”，它的大小取决于以下两个因素：一是风险的大小；二是投资者对风险的偏好。

## 资产收益率的作用
资产收益率是业界应用最为广泛的衡量企业盈利能力的指标之一，是财务分析的一个重要比率，其主要意义表现在：
　　第一，资产收益率集中地体现了资金运动速度与资产利用效果之间的关系。从计算公式不难看出，资金运动速度快，必然资金占用额少而业务量大，表现为较少的资产投资能够获得较多的利润。通过资产收益率的分析能使企业资产运用与利润实现很好地挂起钩来，使投资者清晰的对企业“所得”与“所费”间比例妥当与否有清晰认识。
　　第二，在资产一定的情况下，利润的波动必然引起资产收益率的波动，因此利用资产收益率这一指标，可以分析企业盈利的稳定性和持久性，从而确定企业的经营风险。盈利的稳定性表明企业盈利水平变动的基本态势。有时，尽管企业的盈利水平很高，但是缺乏稳定性，这很可能就是经营状况欠佳的一种反映。
　　第三，资产收益率的高低反映了企业经营管理水準高低和经济责任制的落实情况。企业经营管理水準的高低，经济责任落实的情况如何，直接反映在利润的高低和资产的运用状况上。通过资产收益率将利润与资产相比较，更實在反映了企业情况。

## 內部連結
- 股本回報率（股東權益報酬率）